# Davron
Davron is een gemeente in het Franse departement Yvelines (regio Île-de-France) en telt 386 inwoners (2004). De plaats maakt deel uit van het arrondissement Saint-Germain-en-Laye.

## Geografie
De oppervlakte van Davron bedraagt 5,9 km², de bevolkingsdichtheid is 65,4 inwoners per km².
De onderstaande kaart toont de ligging van Davron met de belangrijkste infrastructuur en aangrenzende gemeenten.

## Demografie
Onderstaande figuur toont het verloop van het inwonertal (bron: INSEE-tellingen).